# Bordonament

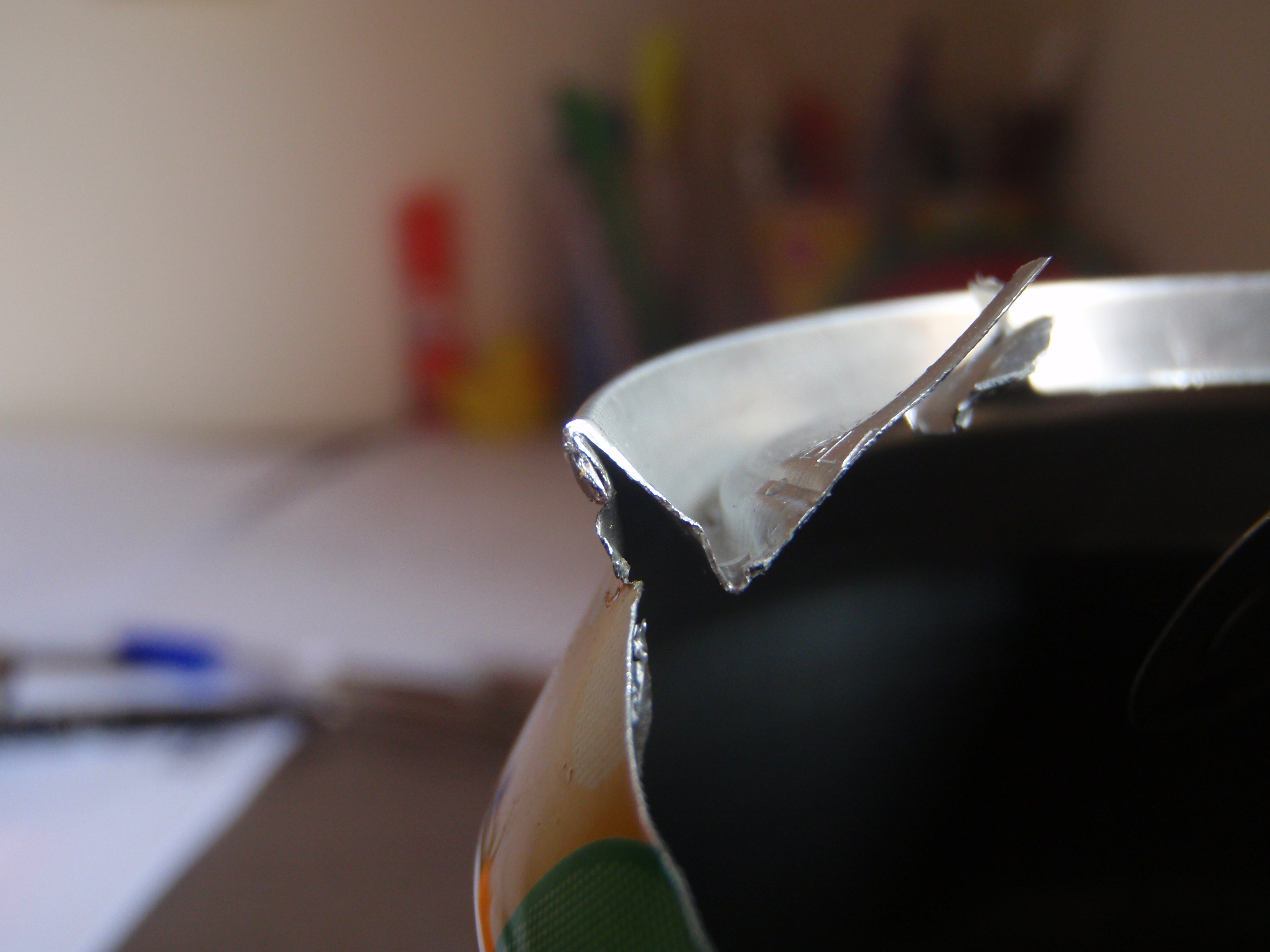
Exemple de bordonament d'una llauna metàl·lica

El bordonament és un procés d'unió de xapes metàl·liques mitjançant el seu doblegat; de fet, es considera que el bordonament és un procés de grapejat circumferencial. El procés d'unió i les característiques de la unió són les mateixes. Aquest tipus d'unió serveix per al tancament de recipients, per aconseguir unions hermètiques i sense cantells afilats, com per exemple en llaunes de refresc, llaunes de conserves, etc.
Les màquines que serveixen per bordonar s'anomenen bordonadores.